# Liste der Kulturdenkmale in Mühlau (Sachsen)

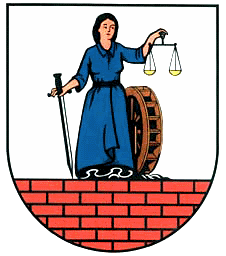
Wappen von Mühlau

In der Liste der Kulturdenkmale in Mühlau sind die Kulturdenkmale der sächsischen Gemeinde Mühlau verzeichnet, die bis Juni 2023 vom Landesamt für Denkmalpflege Sachsen erfasst wurden (ohne archäologische Kulturdenkmale). Die Anmerkungen sind zu beachten.
Diese Aufzählung ist eine Teilmenge der Liste der Kulturdenkmale im Landkreis Mittelsachsen.

## Mühlau
| Bild                                    | Bezeichnung | Lage                             | Datierung | Beschreibung | ID       |
| --------------------------------------- | --- | -------------------------------- | --- | --- | -------- |
| Direkt Bild zu diesem Denkmal hochladen | Fabrikgebäude (ehemalige Trikotagenfabrik Pester) | Bergstraße 1 (Karte)             | 1893 gegründet, im Kern älter | Putzbau, bestehend aus Wohn- und Kontorhaus sowie Anbau mit den Arbeitssälen, ortsentwicklungs- und baugeschichtliche Bedeutung | 09307286 |
| Direkt Bild zu diesem Denkmal hochladen | Ehemalige Spinnmühle, bestehend aus dem alten Spinnmühlengebäude und zwei Seitengebäuden sowie dem Mühlteich (ehemals J. C. Kobler & Söhne, später VEB Mühlauer Textilien)                  | Fabrikstraße 18 (Karte)          | 1809–1811 (ältester Fabrikbau); 1. Hälfte 19. Jahrhundert (Wirtschaftsgebäude)                                                    | Gut erhaltenes Ensemble von ortsgeschichtlicher Bedeutung - Spinnmühlengebäude: 1809 erbaut, ursprünglich sieben Stockwerke einschließlich der Dachgeschosse, 1900 baupolizeilich gesperrt, obere vier Stockwerke mussten abgebrochen werden, das Gebäude erhielt zunächst ein Flachdach, 1922 wurde ein neues Dachgeschoss auf das Gebäude gebaut, Pfahlgründung, dreigeschossig, Mittelrisalit, Gründung des Unternehmens 1811/12 – Produktion von Textilien, seit 1826 Herstellung von Baumwollgarn, ursprünglich wurden zwei Dampfmaschinen der Firma Aston & Co. und Roßweiner Maschinenbauanstalt - Nebengebäude: verputzte Bruchsteinbauten aus der gleichen Zeit wie das Spinnmühlengebäude in ähnlicher Bauweise, teilweise baulich leicht überformt Denkmalwert: gut erhaltenes Spinnmühlenensemble aus frühkapitalistischer Zeit von baugeschichtlicher, wirtschaftsgeschichtlicher und ortsgeschichtlicher Bedeutung. | 09233381 |
| Direkt Bild zu diesem Denkmal hochladen | Häuslerhaus | Hohlweg 1 (Karte)                | Um 1800 | Original erhaltenes Häuslerhaus von sozial- und baugeschichtlicher Bedeutung. 1928 abgeputzt, besteht aus ungebrannten Lehmziegeln, nur Giebel aus Brettern, Frackdach, Türgewände vom Anfang des 19. Jahrhunderts. | 09233384 |
| Direkt Bild zu diesem Denkmal hochladen | Wohnstallhaus eines Bauernhofes | Limbacher Straße 1 (Karte)       | 1. Hälfte 19. Jahrhundert | Original erhaltenes Bauernhaus aus dem 18. Jahrhundert von baugeschichtlichem Wert. Tür im Fachwerk-Obergeschoss, Satteldach mit altdeutscher Schieferdeckung, Erdgeschoss massiv unterfahren, Obergeschoss regelmäßiges Fachwerk mit zahlreichen gezapften Streben. | 09233385 |
| Direkt Bild zu diesem Denkmal hochladen | Wohnstallhaus eines ehemaligen Vierseithofes | Limbacher Straße 6 (Karte)       | Um 1800 | Wohnstallhaus eines ehemaligen Vierseithofes | 09233386 |
| Weitere Bilder                          | Meilenstein | Lindenstraße 2 (Karte)           | 19. Jahrhundert | Königlich-Sächsischer Meilenstein, Kopie eines Halbmeilensteins, verkehrsgeschichtlich von Bedeutung. Kopie einer Halbmeilensäule und Kopie eines Viertelmeilensteins, standen an der Poststraße zwischen Chemnitz und Leipzig, mit vollständiger Inschrift und Krone. | 09233396 |
| Weitere Bilder                          | Postmeilensäule | Lindenstraße 2 (Karte)           | Bezeichnet mit 1725 | Kursächsische Postmeilensäule (Sachgesamtheit); Restaurierter Viertelmeilenstein, verkehrsgeschichtlich von Bedeutung. Viertelmeilenstein Reihennummer 29 aus Hilbersdorfer Porphyrtuff mit verschiedenen Inschriften „A.R“, „1725“ und dem Posthornzeichen. Der Sockel wurde 1952 nachgebildet, die Platte ist original aus dem Jahr 1725. 1951 bei Bauarbeiten im heutigen Rathaus von Limbach-Oberfrohna als Türsturz entdeckt, durch den damaligen Kreisdenkmalpfleger K. Fritzsching sichergestellt, nach erfolgter Restaurierung vor dem Rathaus Limbach-Oberfrohna aufgestellt, 1972 Rückführung nach Mühlau durch das Bemühen des damaligen Mühlauer Bürgermeisters und eines Lehrers, 1984 Darstellung auf einer Briefmarke der DDR, Restaurierung durch den Bildhauer Volker Beier aus Leukersdorf, am 7. Oktober 2003 Aufstellung am heutigen Standort, Originalstandort auf der gegenüberliegenden Straßenseite ca. 50 m in Richtung Hartmannsdorf. | 09304884 |
| Direkt Bild zu diesem Denkmal hochladen | Hakenhof, Häusleranwesen | Obere Hauptstraße 15 (Karte)     | Um 1850 | Original erhaltenes verschiefertes Fachwerkgebäude von sozial- und baugeschichtlichem Wert. Fachwerkobergeschoss verkleidet bzw. teilweise verschiefert, Krüppelwalmdach, Fensterläden. | 09233387 |
| Weitere Bilder                          | Kirche mit Ausstattung (u. a. Kanzelaltar und Teilen eines Schnitzaltars) sowie Kirchhof mit einem Sammelgrab für Opfer des Zweiten Weltkrieges und einem Grabmal für Kurt und Heinz Konrad | Platz der Ermahnung (Karte)      | Mittelalterlich (Kirche); um 1500 (Figuren eines Schnitzaltars und Figuren an Chorwänden); 1793 (Kanzelaltar); 1981 (Gedenkstein) | Einfache Saalkirche mit mittelalterlichen Teilen von baugeschichtlichem, ortsgeschichtlichem und ortsbildprägendem Wert. - Kirche: Kleiner Saalbau mit mehreren Anbauten, Dachreiterturm über oktogonalem Grundriss, Teile eines Schnitzaltars, Einzelfiguren, vier große und vier kleine Figuren von Nicolaus Schumann, um 1500, Putzbau mit eingezogenem Chor, barocker Vorbau an der Westseite mit Walmdach, im Inneren flach gedeckt, Emporen an drei Seiten, Sakristeitür mit Stabwerkrahmung, 15. Jahrhundert, im Inneren Kreuzgratgewölbe, östliche Außenseite der Sakristei Piscina (Steinkopf) - Kirchhof (Nebenanlage): heute keine gärtnerische Anlage mehr ablesbar, allerdings blieben Reste einer Lindenallee erhalten - Grabmal für Kurt Konrad (verst. 1932) und Heinz Konrad (verst. 1948): typisches Bauerngrab mit bildlicher Darstellung mit symbolischer Bedeutung - Sammelgrab für Opfer des Zweiten Weltkrieges und Soldaten: aufgestellt am 12. Juni 1981, alle auf der Grabwand aufgeführten Personen kamen am 14. April 1945 um, einfache Porphyrwand mit vertiefter Schrift | 09233393 |
| Weitere Bilder                          | Kriegerdenkmal für Gefallene des Ersten Weltkrieges, mit umgebender Grünanlage | Platz der Ermahnung (Karte)      | 1929 | Anlage von ortsgeschichtlicher und künstlerischer Bedeutung. Denkmal mit Darstellung eines Soldaten mit Frau und Kind, an drei Seiten Grabwände mit eingelassenen Schrifttafeln, in Grünfläche eingebettet, deren ursprüngliche Gestaltung durch Neubepflanzung jedoch nur noch in Resten erhalten ist. | 09233392 |
|                                         | Ehemaliges Kantorat | Platz der Ermahnung 1 (Karte)    | Bezeichnet mit 1828 | Zeittypisches Fachwerkhaus mit massivem Erdgeschoss von ortsgeschichtlicher, baugeschichtlicher und städtebaulicher Bedeutung. Fachwerk-Obergeschoss verschiefert, Treppe, Türgewände datiert, drei stehende Gauben. | 09233394 |
| Weitere Bilder                          | Ehemalige Schule, heute Rathaus | Rathausplatz 1 (Karte)           | 19. Jahrhundert | Gemeindeamt, ortsgeschichtlich von Bedeutung. Ehemals Schule, Mittelrisalit, Walmdach mit Schiefer. | 09233395 |
| Weitere Bilder                          | Schule | Schulstraße 12 (Karte)           | 1894 | Schlichter Zweckbau von ortsgeschichtlichem Wert. Putzbau mit Mittelrisalit, Giebel verziert, teilweise vereinfacht in äußerer Gestalt. | 09233397 |
|                                         | Postgebäude | Schulstraße 14 (Karte)           | 1908 | Traditioneller Putzbau in gutem Originalzustand von ortsgeschichtlichem Wert. Putzbau, verzierte Fenstergitter, einfache Gestaltung, Ensemble mit Schule. | 09233398 |
| Direkt Bild zu diesem Denkmal hochladen | Scheune, Seitengebäude und Torbogen eines Vierseithofes | Thomas-Müntzer-Straße 10 (Karte) | 1853 (Scheune); um 1850 (Seitengebäude)                                                                                           | Verputzter Bruchsteinbau und Fachwerkbau in sehr gutem Originalzustand von baugeschichtlichem Wert. - Scheune: Krüppelwalmdach mit zwei Hechten in zwei Reihen angeordnet, massiv Bruchstein, dreifach gekoppeltes Fenster (Palladiomotiv), Eckquaderung, große rundbogige Toröffnungen an der Hoftraufseite - Seitengebäude: Erdgeschoss massiv und überformt, Obergeschoss Fachwerk, ein Giebel massiv, großer Dachhecht, rückwärtiger Anbau ohne Denkmalwert, vermutlich um 1850 erbaut - Torbogen: Stein verputzt mit Schlussstein | 09233399 |
| Direkt Bild zu diesem Denkmal hochladen | Mietshaus mit Eckladen | Untere Hauptstraße 1 (Karte)     | Um 1910 | Städtisches Wohnhaus von baugeschichtlicher und ortsbildprägender Bedeutung. Ortsbildprägend an Durchfahrtstraße, städtische Architektur. | 09233400 |
| Direkt Bild zu diesem Denkmal hochladen | Wohnstallhaus, Seitengebäude (mit Laubengang) und Scheune eines Vierseithofs | Untere Hauptstraße 20 (Karte)    | Wohl 1673 (Wohnstallhaus); 1763 (Seitengebäude mit Laubengang); um 1900 (Scheune)                                                 | Geschlossen erhaltenes Bauerngut mit sehr altem und hausgeschichtlich bedeutsamem Gebäudebestand, bedeutendstes Gehöft des Ortes. - Wohnstallhaus: ehemaliges Umgebindehaus, Tür heute seitlich versetzt, geblattete Kopfbänder im Fachwerk-Obergeschoss, Stall mit preußischen Kappen - Seitengebäude: mit Laubengang, geblatteten Kopfbändern, Stall mit preußischen Kappen, wahrscheinlich datiert 1756 - Scheune: mit gekoppeltem Fenster, Lüftungsschlitze | 09233402 |
| Direkt Bild zu diesem Denkmal hochladen | Scheune und Durchfahrtsscheune eines Dreiseithofes | Untere Hauptstraße 49 (Karte)    | 1803 (Durchfahrtsscheune); 2. Hälfte 19. Jahrhundert (Scheune)                                                                    | Schlichte zeittypische Wirtschaftsgebäude in gutem Originalzustand | 09233403 |
| Direkt Bild zu diesem Denkmal hochladen | Häuslerhaus | Untere Hauptstraße 62 (Karte)    | 2. Hälfte 18. Jahrhundert | Fachwerkgebäude mit jüngeren, massiven Anbauten, von heimatgeschichtlicher Bedeutung. - ältester Teil: wohl 1780, zweigeschossig, zweiriegliges Fachwerk-Obergeschoss, teilweise verkleidet bzw. verputzt, Satteldach, Erdgeschoss in der 1. Hälfte 19. Jahrhundert wohl massiv erneuert, im Inneren einfache Brettdecke - östlicher, rückwärtiger Anbau: Mitte 19. Jahrhundert, massiv, verputzt, im Erdgeschoss ehemals Backofeneinbau - nördlicher Anbau: um 1900, ebenfalls zweigeschossig, aber etwas höher als die anderen Gebäudeteile, massiv, verputzt, im Erdgeschoss ehemals Ladennutzung | 09306550 |
| Direkt Bild zu diesem Denkmal hochladen | Wohnhaus eines Häusleranwesens | Windbergstraße 4 (Karte)         | 1835 | Original erhaltenes Fachwerkhaus mit massivem Erdgeschoss von bau- und sozialgeschichtlichem Wert. Massives und verputztes Erdgeschoss, Fachwerkobergeschoss, Satteldach, Türportal erhalten aber teilweise überputzt. | 09233391 |

## Ehemaliges Denkmal
| Bild                                    | Bezeichnung                                   | Lage                          | Datierung                 | Beschreibung | ID       |
| --------------------------------------- | --------------------------------------------- | ----------------------------- | ------------------------- | --- | -------- |
| Direkt Bild zu diesem Denkmal hochladen | Häusleranwesen                                | Obere Hauptstraße 23 (Karte)  | 1. Hälfte 19. Jahrhundert | Baugeschichtlicher Wert, Obergeschoss verkleidet mit Asbestschiefer. Kleiner Werkstattanbau – verändert, Werkstattanbau 2009 aus der Denkmalliste gestrichen. Häusleranwesen zwischen 2017 und 2023 aus der Denkmalliste gestrichen.                                                                                                   | 09233389 |
| Direkt Bild zu diesem Denkmal hochladen | Seitengebäude und Scheune eines Vierseithofes | Untere Hauptstraße 96 (Karte) | 2. Hälfte 18. Jahrhundert | Zeittypische Wirtschaftsgebäude von baugeschichtlichem Wert. - Seitengebäude: wahrscheinlich mit Auszüglerkammer, geblattete Verbindungen, Gebäudeinneres älter als äußere Gestalt - Scheune: ebenfalls teilweise mit Aufblattungen, Verbindungstor mit Wendesäulen an Scheune Zwischen 2017 und 2023 aus der Denkmalliste gestrichen. | 09233405 |
| Direkt Bild zu diesem Denkmal hochladen | Häuslerhaus                                   | Windbergstraße 8 (Karte)      | 1831                      | Schlichtes, baulich leicht überformtes Fachwerkgebäude von bau- und sozialgeschichtlichem Wert. Fachwerk-Obergeschoss, teilweise verkleidet bzw. verputzt, Satteldach. Zwischen 2017 und 2023 aus der Denkmalliste gestrichen. | 09233407 |

## Tabellenlegende
- Bild: Bild des Kulturdenkmals, ggf. zusätzlich mit einem Link zu weiteren Fotos des Kulturdenkmals im Medienarchiv Wikimedia Commons. Wenn man auf das Kamerasymbol klickt, können Fotos zu Kulturdenkmalen aus dieser Liste hochgeladen werden:
- Bezeichnung: Denkmalgeschützte Objekte und ggf. Bauwerksname des Kulturdenkmals
- Lage: Straßenname und Hausnummer oder Flurstücknummer des Kulturdenkmals. Die Grundsortierung der Liste erfolgt nach dieser Adresse. Der Link (Karte) führt zu verschiedenen Kartendiensten mit der Position des Kulturdenkmals. Fehlt dieser Link, wurden die Koordinaten noch nicht eingetragen. Sind diese bekannt, können sie über ein Tool mit einer Kartenansicht einfach nachgetragen werden. In dieser Kartenansicht sind Kulturdenkmale ohne Koordinaten mit einem roten bzw. orangen Marker dargestellt und können durch Verschieben auf die richtige Position in der Karte mit Koordinaten versehen werden. Kulturdenkmale ohne Bild sind an einem blauen bzw. roten Marker erkennbar.
- Datierung: Baubeginn, Fertigstellung, Datum der Erstnennung oder grobe zeitliche Einordnung entsprechend des Eintrags in der sächsischen Denkmaldatenbank
- Beschreibung: Kurzcharakteristik des Kulturdenkmals entsprechend des Eintrags in der sächsischen Denkmaldatenbank, ggf. ergänzt durch die dort nur selten veröffentlichten Erfassungstexte oder zusätzliche Informationen
- ID: Vom Landesamt für Denkmalpflege Sachsen vergebene, das Kulturdenkmal eindeutig identifizierende Objekt-Nummer. Der Link führt zum PDF-Denkmaldokument des Landesamtes für Denkmalpflege Sachsen. Bei ehemaligen Kulturdenkmalen können die Objektnummern unbekannt sein und deshalb fehlen bzw. die Links von aus der Datenbank entfernten Objektnummern ins Leere führen. Ein ggf. vorhandenes Icon  führt zu den Angaben des Kulturdenkmals bei Wikidata.